# 弘基书香园站
弘基书香园站位于辽宁省大连市高新园区，是大连202路有轨电车的一个车站。

## 位置
弘基书香园站位于高新园区学苑广场西南，黄浦路南侧。

## 车站结构
弘基书香园站为侧式站台地面站。
| 站台 | 侧式站台，列车运行方向右侧的车门将会被打开 | 侧式站台，列车运行方向右侧的车门将会被打开                      |
| 站台 | 轨道                                       | ←大连202路有轨电车列车往海事大学（小平岛前方向）                |
| 站台 | 轨道                                       | 大连202路有轨电车列车往黑石礁（兴工街·福佳新天地购物广场方向）→ |
| 站台 | 侧式站台，列车运行方向右侧的车门将会被打开 |                                                                 |

## 附近地标
- 学苑广场
- 东北财经大学
- 弘基书香园